# 제1차 페스트 범유행
제1차 페스트 범유행은 역사상 처음 기록된 구세계 페스트로 541년 유스티니아누스 페스트로서 시작하여 750년 혹은 767년까지 지속했는데 유스티니아누스 페스트 이후 발생한 15-18회에 걸친 유행 사례가 역사적 기록으로 판별됐다. 제1차 페스트 범유행으로 인한 피해는 지중해 지역이 가장 심했으나 근동과 북유럽에도 영향을 줬고 아시아에도 영향을 줬을 것으로 보인다. 유스티니아누스 페스트라는 표현이 제1차 페스트 범유행을 일컫는 표현으로 쓰이기도 한다.
당대의 기록들에 의하면 제1차 페스트 범유행은 누비아 지역에서 비롯됐다고 한다.

## 프랑크 왕국에서의 페스트(541년)
유스티니아누스 페스트가 540년대 후반 아를 등을 휩쓴 후 프랑크 왕국에서 페스트가 수차례 유행했을 때 불길한 징조들이 보이고 많은 이들이 회개하려고 했다는 그레고리우스 투로넨시스의 기록이 있다.
그레고리우스 투로넨시스는 571년에 전염병이 오베르뉴 지역과 디종, 부르주, 샬롱쉬르손, 리옹에서 퍼졌다고 기록했다. 뱀에 물린 자국처럼 겨드랑이와 서혜부에 상처가 나고 2-3일 내에 의식을 잃고 죽는다고 기록했는데 이로 미루어 보아 가래톳페스트로 추정된다.
그의 기록에 따르면 또한 582년에 나르본에서 페스트가 유행했고 584년에 알비에서 죽은 사람 대다수가 페스트에 의한 것이었다. 588년 마실리아(마르세유)에서 페스트가 유행했는데 그레고리우스 투로넨시스에 의하면 히스파니아 지역에서 온 선박 때문이다. 해당 전염병은 이후에도 수 차례 발생했다.

## 698년-701년및746년-747년페스트
각각의 페스트는 동로마 제국, 서아시아, 시리아, 메소포타미아를, 그리고 동로마 제국, 서아시아, 아프리카를 휩쓸었다.